# EUMAM RCA
La mission militaire de conseil à l’armée centrafricaine, abrégée EUMAM RCA, est une opération de l'Union européenne à caractère militaire. Lancée le 16 mars 2015, elle se terminera le 15 juillet 2016 et sera relayée par la mission EUTM RCA.

## Mandat
Selon les termes de la Haute représentante de l'Union européenne, Federica Mogherini, la tâche d'EUMAM RCA est « de faire des forces armées centrafricaines une armée qui soit davantage pluriethnique, professionnelle et républicaine ». Les Européens vont ainsi apporter leur expertise aux forces armées centrafricaines.

## Bilan
En mai 2016, trois mois avant la clôture de la mission, le général français Dominique Laugel, chef de la mission, a dressé un bilan satisfaisant d'EUMAM RCA. « Nous avons réussi à relancer le fonctionnement du ministère de la Défense par des mesures concrètes d’organisation et à redéfinir complètement la politique nationale de sécurité ».

## Sources